# Caradra (Mesenia)
Caradra (en griego, Χαράδρα) es el nombre de una antigua ciudad griega de Mesenia. 
Es citada por Estrabón, que relata una tradición según la cual Pélope, tras casar a su hermana Níobe con Anfión, trajo colonos de Beocia a Mesenia y fundó, además de Caradra, las ciudades de Tálamas y Leuctro. Se ha sugerido que podría haberse ubicado en la zona en torno a Cardámila.